# Atacazo
El Atacazo es un volcán de la Cordillera Occidental del norte de Ecuador. Se encuentra en el Cantón Mejía, al sur de la ciudad de Quito, a 4.463 metros sobre el nivel del mar.